# Marine der Volksrepublik China

Flagge der Seestreitkräfte

Die Marine der Volksrepublik China (chinesisch 中國人民解放軍海軍 / 中国人民解放军海军, Pinyin Zhōngguó Rénmín Jiěfàngjūn Hǎijūn, englisch Chinese People’s Liberation Army Navy, abgek.: PLAN) ist Teil der chinesischen Volksbefreiungsarmee. Sie verfügt über 215.000 Mann und ist in drei Flotten gegliedert. Mit rund 340 Schiffen und Unterseebooten handelt es sich um die größte Kriegsmarine weltweit.

## Bedeutung des Seehandels, der Seefahrt und der Seeverteidigung für China

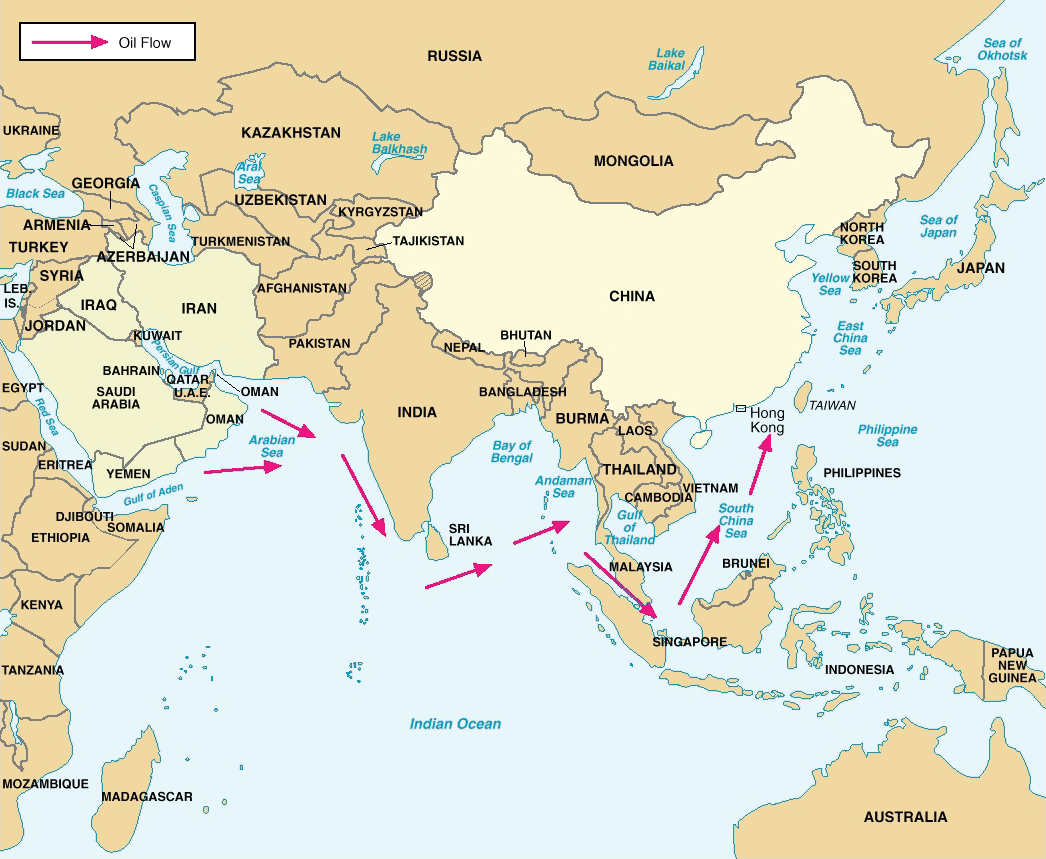
Chinas wichtigste Ölversorgungswege auf See (Quelle: DoD)

China besitzt, nach Einschätzung des US-Verteidigungsministeriums, wohl derzeit die größte Kriegsmarine der Welt und ebenfalls den größten zivilen maritimen Sektor. 2006 erzeugten die maritimen Industrien des Landes geschätzte zehn Prozent seines Bruttoinlandprodukts (270 Mrd. US-Dollar), ein signifikanter Zuwachs im Vergleich zu 2005. Im Jahr 2020 könnte sich dieser Anteil auf eine Billion US-Dollar erhöhen. China hat 14.500 Kilometer Küsten, beansprucht vier Millionen Quadratkilometer Meeresfläche (zum Vergleich: Die Landesfläche beträgt knapp 9,6 Mio. km²) und betreibt über 1400 Häfen. China ist, nach Gesamttonnage, die größte Schiffsbauernation der Welt und nähert sich dabei auch qualitativ wichtigen Schiffbaunationen wie den USA und Russland an. Nach einigen Statistiken hat China mehr Seefahrer, Tiefseeflotten und Hochseefischereischiffe als jedes andere Land. Sieben Meeresuniversitäten bzw. -fachschulen und 18 berufsbildende maritime Institute sorgen (Stand: 2006) für die Ausbildung der chinesischen Seeleute. „Diese seegestützte Wirtschaftsrevolution hängt zunehmend von der maritimen Sicherheit des Heimatlandes ab. China verfügt über fünf der zehn weltgrößten Häfen, gemessen am Umschlag; 2005 liefen Schiffe 1,5 Millionen Mal chinesische Häfen an.“ – Vgl. Wirtschaft der Volksrepublik China.
China ist abhängig von Importen auf dem Seeweg, insbesondere von den Öllieferungen, die zu 80 Prozent durch die Straße von Malakka kommen und erhebt Ansprüche auf das Ost- und Südchinesische Meer.

## Führung
Oberkommandierender ist seit Anfang 2017 Admiral Shen Jinlong (* Nanhui, Shanghai 10.1956), zuvor Befehlshaber der Südflotte. Shen ist damit von Amts wegen Mitglied der Zentralen Militärkommission. Er trat die Nachfolge von Admiral Wu Shengli an, der seit 2008 diese Funktion innehatte. Im Herbst 2007 hatte es ein umfangreiches Revirement in den Führungskadern der gesamten chinesischen Streitkräfte gegeben.
Oberstes politisches Entscheidungsorgan ist das 13-köpfige ständige Marinekommitee der Kommunistischen Partei Chinas.
Das Oberkommando der Marine ist in Peking angesiedelt. Es gliedert sich in die Stabsabteilung, die politische, logistische und Rüstungsabteilung. Allen Gliederungsebenen sind, wie in der restlichen Volksbefreiungsarmee, jeweils Parteikomitees zugeordnet. Der jeweilige militärische Kommandeur ist in der Regel der stellvertretende Vorsitzende des Komitees.

## Gliederung
Die Nordflotte (Beihai) operiert im Gelben Meer. Ihr Hauptquartier befindet sich in Qingdao. Weitere wichtige Stützpunkte sind Xiaopingdao und Lüshunkou.
Die Ostflotte (Donghai) ist für das südliche Gelbe Meer und das Ostchinesische Meer zuständig. Das Hauptquartier ist Ningbo, weitere Stützpunkte sind Shanghai und Fujian.
Operationsgebiet der Südflotte (Nanhai) ist das Südchinesische Meer. Ihre Zentrale befindet sich in Zhanjiang, große Stützpunkte bei Yulin (Sanya) auf der Insel Hainan und in Guangzhou. Bei der Südflotte handelt es sich um die bedeutendste der regionalen Gliederungen. Sie wird von einem Vizeadmiral geführt (im Gegensatz zu Konteradmirälen bei den beiden anderen Flotten). Zudem sind ihr die modernsten Schiffe zugeordnet.
Neben den Flotten steht als weitere Komponente das Marineinfanterie-Korps. Die Flotten selbst sind entsprechend ihrer „Himmelsrichtung“ den gleichnamigen Militärbezirken unterstellt. Die Vizekommandeure der Flotten leiten jedenfalls die zugeordneten Marinefliegerkräfte in Brigadestärke.

## Strategie und Operationsfähigkeit

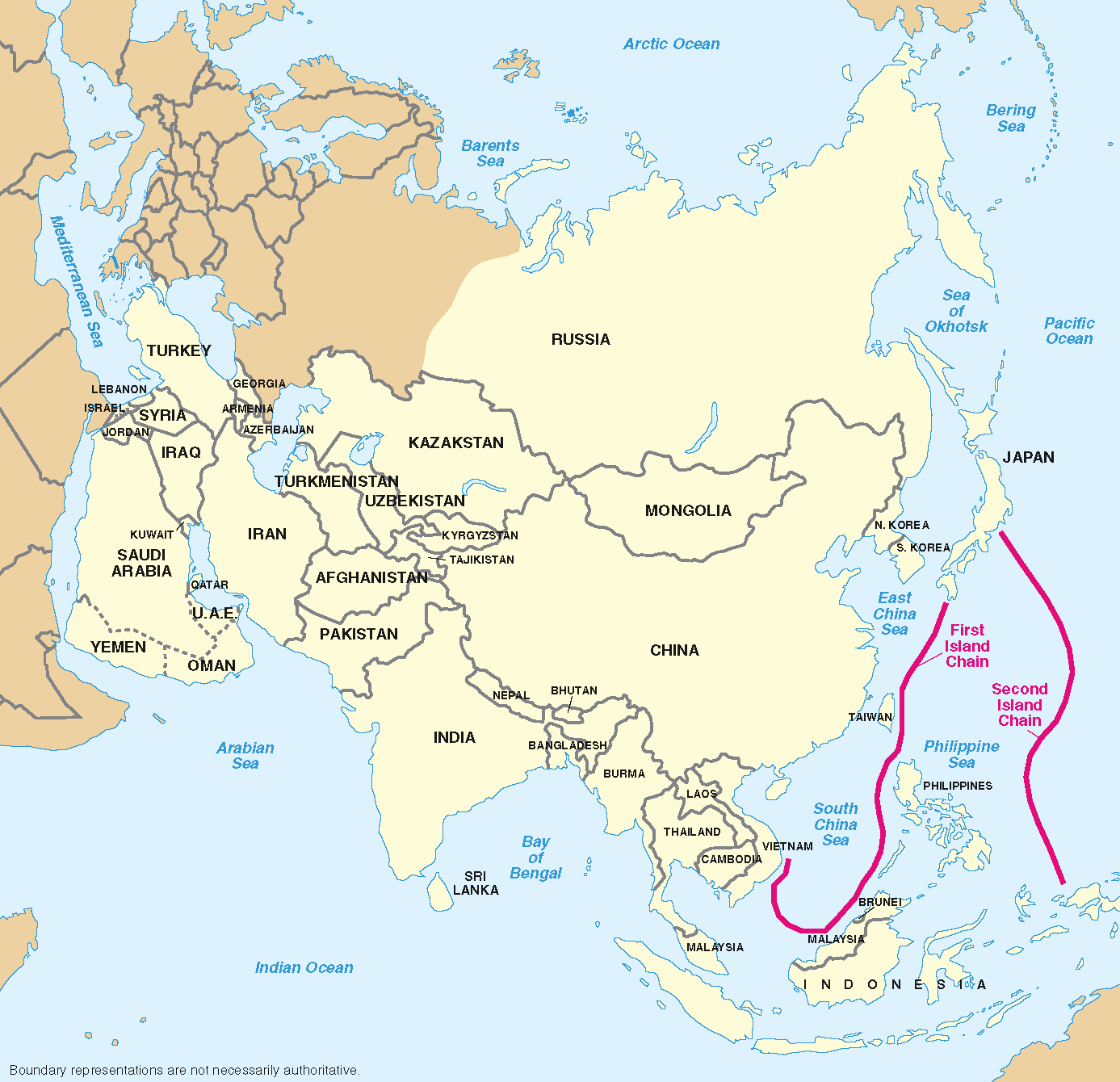
Die angestrebte Ausdehnung des Operationsraumes der PLAN nach Angaben des China Report 2006 des US-Verteidigungsministeriums

Die Marine der Volksbefreiungsarmee steht im Mittelpunkt der Modernisierungsanstrengungen: China braucht sie, um seinen Anspruch als Regionalmacht geltend zu machen – und mehr noch, um Taiwan drohen zu können. Die Seestreitkräfte entwickeln sich derzeit über den bisher an die Küstengewässer gebundenen Einsatzmöglichkeiten deutlich hinaus. Die Fähigkeit zu Hochseeoperationen wächst. 2002 unternahm ein chinesischer Marineverband erstmals eine Fahrt um die ganze Welt. US-Verteidigungsexperten gehen davon aus, dass die PLAN derzeit für kurze Zeit Seegebiete in bis zu 400 Seemeilen Entfernung von der chinesischen Küste kontrollieren kann.
Seit 2008 ist Chinas Marine im Rahmen der multinationalen Pirateriebekämpfung permanent im Indischen Ozean mit min. einem und max. drei Schiffen, teilweise auch mit Spezialkräften an Bord präsent und kooperiert in diesem Rahmen auch mit der NATO und den USA (Stand Februar 2013). Mittlerweile hält Chinas Marine zur Vorbereitung auf weiter entfernte Operationen regelmäßig Manöver im westlichen Pazifik ab und unternimmt Hafenbesuche in Ländern wie Australien. Zusammen mit dem deutlich aggressiveren Auftreten Ende 2012/Anfang 2013 im Konflikt um die Senkaku/Diaoyu-Inseln veranschaulicht dies einen Strategiewechsel Chinas hin zu dem Ziel, auf offener See und weiter entfernt von den eigenen Küsten militärische Überlegenheit herstellen oder eigene Interesse durchsetzen zu können.
Für die Verteidigung gegen einen seeseitigen Angriff, auch während eines eigenen Vorgehens gegen Taiwan, spielt das Konzept der beiden Inselketten eine Rolle. US-Analysen zufolge will die Volksbefreiungsarmee innerhalb der zweiten Inselkette gegnerische Überwasserschiffe durch den Einsatz von konventionell bestücken Mittelstreckenraketen des Typs CSS-5 bekämpfen, wobei die geringe Größe der Ziele große Herausforderungen an die Zielerfassung und Steuerung der Raketen stellt. Innerhalb der ersten Inselkette sollen Seeminen, Marschflugkörper, Über- und Unterwasserschiffe eingesetzt werden.
Seit dem Jahr 2015 hat die Volksrepublik China mit zahlreichen anderen Nationen weltweit Verträge zur Hafennutzung abgeschlossen, die in erster Linie dem Seehandel dienen, aber auch von militärischen Schiffen genutzt werden können. Ausgeweitet wurden auch die Meeresforschungsaktivitäten der Marine. Sie finden inzwischen im gesamten Pazifik und punktuell auch im Atlantik statt.

## Mannstärke und Ausbildung
In der Gesamtzahl von 215.000 Angehörigen der Marine sind 40.000 Wehrpflichtige, 26.000 Mitglieder der Marinefliegereinheiten und 20.000 Marineinfanteristen enthalten.
Die Ausbildung war ursprünglich stark an den Zeitabläufen der jährlichen Zuführung von Wehrpflichtigen ausgerichtet und fand im Wesentlichen innerhalb einzelner Einheiten, innerhalb der Schiffsgemeinschaften und in Küstengewässern statt. Inzwischen werden Ausbildungen innerhalb größerer Verbände, mit den Werftaufenthalten von Schiffen und mit den übrigen Teilstreitkräften koordiniert. Zudem sind verstärkt Schiffssimulatoren an Land in Verwendung und es finden häufiger Übungen auf Hoher See statt.

## Marineinfanterie
Bis zu den Militärreformen des Jahrs 2016 war die Marineinfanterie der Volksbefreiungsarmee auf zwei Brigaden mit zusammen rund 10.000 Mann und im Wesentlichen auf offensive und defensive Einsätze im Zusammenhang mit Basen auf Inseln im Südchinesischen Meer und an dessen Küste beschränkt. Seitdem wird ein Aufwuchs auf acht Brigaden angestrebt, die auch jenseits des ersten Inselrings einsatzfähig sein sollen. Im Einzelnen sind vier weitere Einsatzbrigaden, eine Spezialeinheiten- und eine Hubschrauberbrigade geplant. Rund 400 Marineinfanteristen (Stand 2022) sind in der chinesischen Militärbasis in Dschibuti stationiert. Für das Jahr 2021 ging das US-Verteidigungsministerium von drei voll und drei beschränkt einsatzfähigen Marineinfanteriebrigaden aus. Voll einsatzfähig sei auch die Spezialeinheitenbrigade, während die Hubschrauberbrigade diesen Status wohl nicht vor 2025 erreichen werde. Insgesamt umfasse die chinesische Marineinfanterie rund 30.000 Mann.

## Ausrüstung

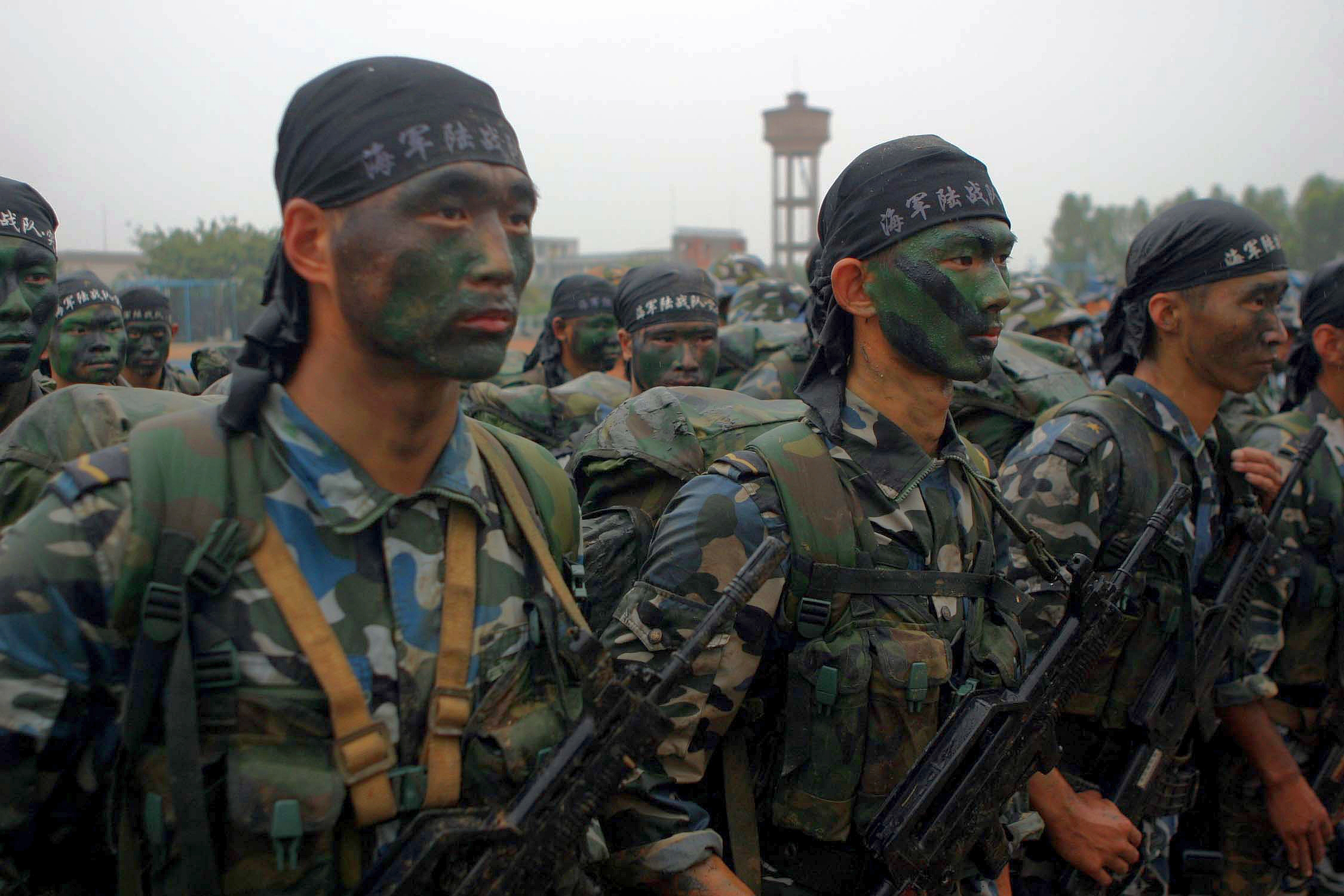
Marineinfanteristen der Volksbefreiungsarmee (See)

Der US-Marinegeheimdienst (ONI) ging im Jahr 2015 von folgenden größeren Kriegsschiffen im Arsenal der Volksbefreiungsarmee aus: 26 Zerstörer, 52 Fregatten, 20 Korvetten, 86 Schnellboote mit Raketenbewaffnung, 56 Landungsschiffe, 42 Minenkampfschiffe, mehr als 50 größere Hilfsschiffe. Die U-Boot-Flotte umfasst 62 Jagd-U-Boote, davon fünf atombetrieben und vier U-Boote mit ballistischen Raketen. Es existieren Strukturen, die eine Nutzung der zivilen Flotte für militärische Zwecke, insbesondere den Transport von Bodeneinheiten und Versorgungsgütern, ermöglichen. Das US-Verteidigungsministerium schätzte das Arsenal im Jahr 2022 über rund 340 Über- und Unterwasserschiffe, darunter rund 125 größere Überwasser-Kriegsschiffe.
Der Austausch älterer Einheiten durch moderne Schiffstypen ist im Gang, wobei der Akzent auf eine starke Bewaffnung der Einheiten mit neuen Seeziel- und Marschflugkörpern gesetzt wird. Zudem verfügen größere Schiffe in der Regel über die Möglichkeit zum Einsatz eines Hubschraubers, um Aufklärung und Waffensteuerung über den Horizont hinweg, U-Jagd sowie Rettungsaktionen ausführen zu können. Zur Flugabwehr sind die moderneren Einheiten in der Regel mit den Raketensystemen HHQ-9 oder HHQ-16 ausgestattet. Mit Stand 2015 ging das ONI davon aus, dass es sich bei sämtlichen U-Booten um moderne Einheiten handelte und bei allen größeren Übersee-Einheiten die Modernisierung von mindestens zwei Dritteln des Bestands gelungen sei, bei den Korvetten sogar vollständig. Der Geheimdienst identifiziert vor allem die U-Jagd als noch verbleibenden Schwachpunkt der chinesischen Marine, geht aber von Bemühungen zum Schließen dieser Lücken durch moderne Sonarsysteme auf neueren Schiffen aus. Der letzte Kauf größerer ausländischer Einheiten fand im Jahr 2006 in Form von russischen Sowremenny II-Zerstörern statt. Seitdem wird das Arsenal ausschließlich mit eigenproduzierten größeren Marineeinheiten erweitert.
Die chinesischen Atom-U-Boote werden in Werften am Golf von Bohai gebaut, die konventionellen U-Boote in Wuhan und im kleinen Umfang in Shanghai. Überwassereinheiten werden vor allem in Dalian, Shanghai und Guangzhou gebaut. Die Produktionskapazitäten dieser Werften sind in den zurückliegenden Jahren kontinuierlich gewachsen.
US-Einschätzungen zufolge erreichte der umfangreiche Marinestützpunkt Sanya auf der Insel Hainan, der zum Teil unterirdisch angelegt ist und U-Boote sowie Überwasserschiffe beherbergt im Verlauf des Jahres 2010 weitgehende Einsatzbereitschaft.

### Kriegsschiffe

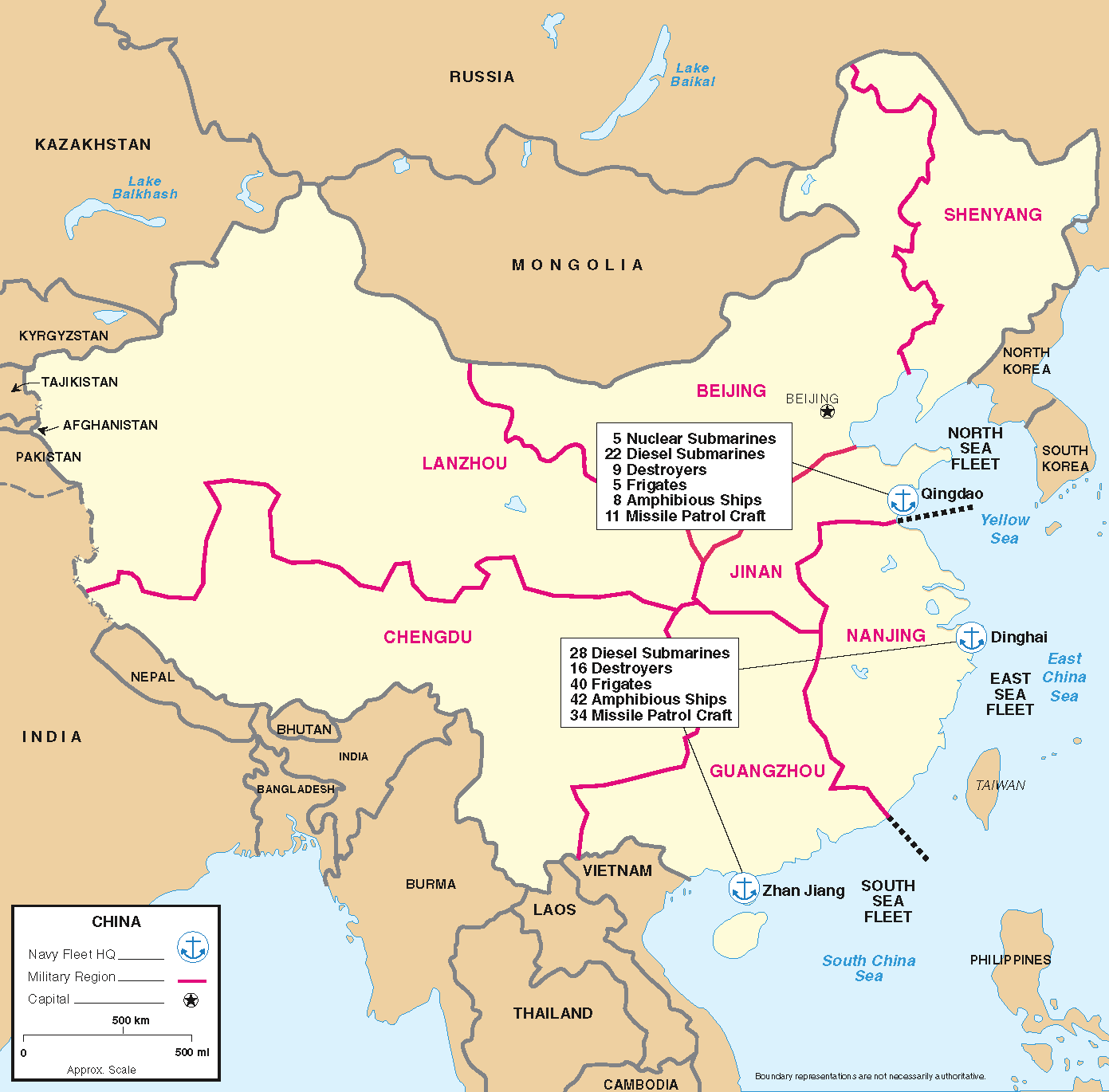
Stationierung der chinesischen Marineverbände

#### Flugzeugträger
Die Marine der Volksrepublik China verfügte im Jahr 2020 über zwei Flugzeugträger, ein weiterer ist in Ausrüstung bzw. Erprobung. Den ersten Träger, die Liaoning, kaufte China halbfertig von der Ukraine und beendete die Arbeiten für vermutlich mehrere Milliarden Dollar. Der zweite chinesische Flugzeugträger, die Shandong, ist eine Kopie des ersten und basiert damit ebenfalls auf dem Design der russischen Admiral-Kusnezow-Klasse. Beide Schiffe verfügen über einen so genannten Ski-Jump – eine Erhöhung am Ende des Flugdecks, damit die Flugzeuge ohne Katapult starten können. Nach Angaben aus dem Kieler Institut für Sicherheitspolitik wird die in Ausrüstung befindliche Fujian ein flaches Flugdeck haben und kann wie die amerikanischen Flugzeugträger mit einem Katapultsystem ausgestattet werden.

#### Fregatten und Zerstörer

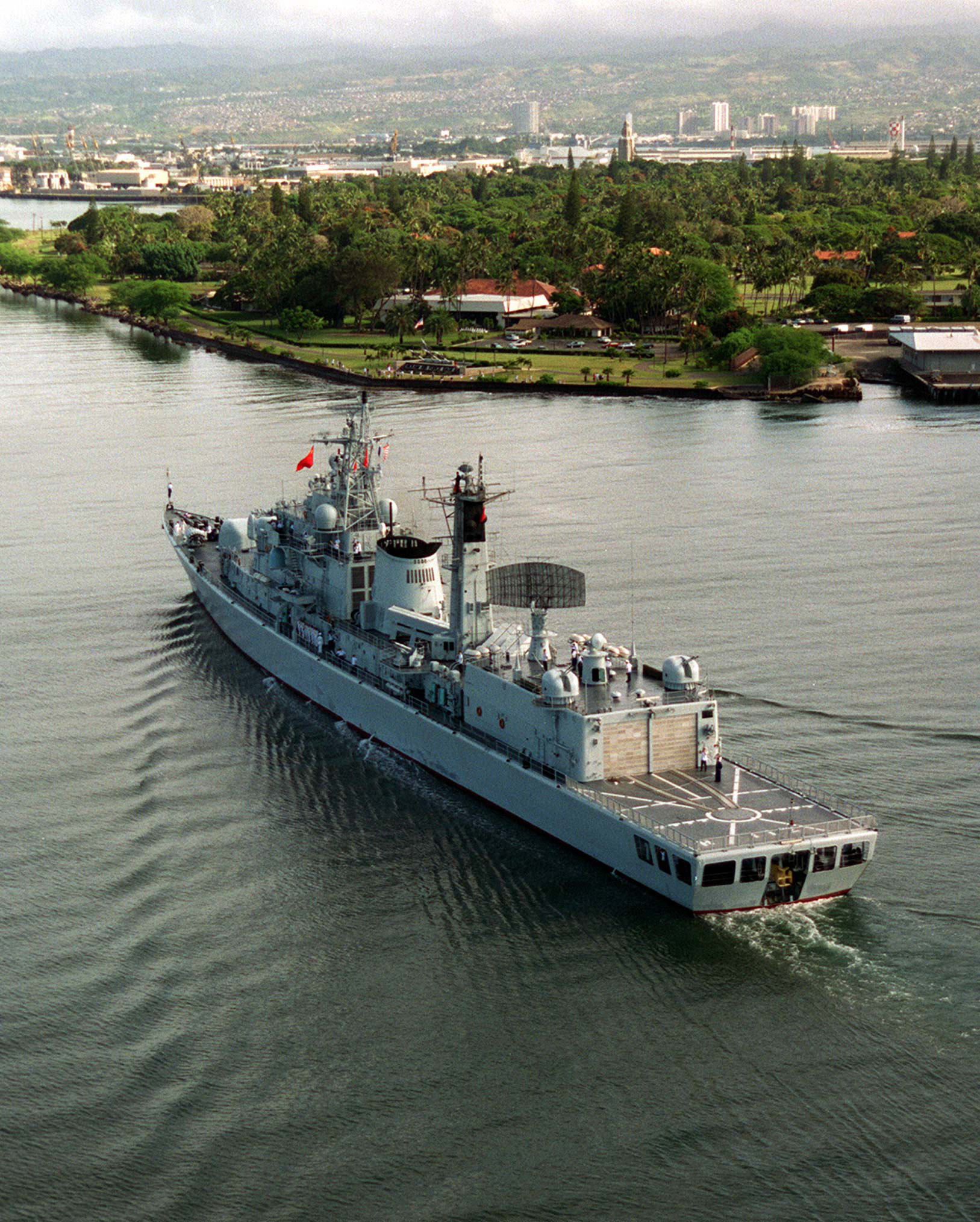
Der 1994 in Dienst gestellte Zerstörer Harbin (DD 112), Type 052, (NATO Code: Luhu-Klasse)

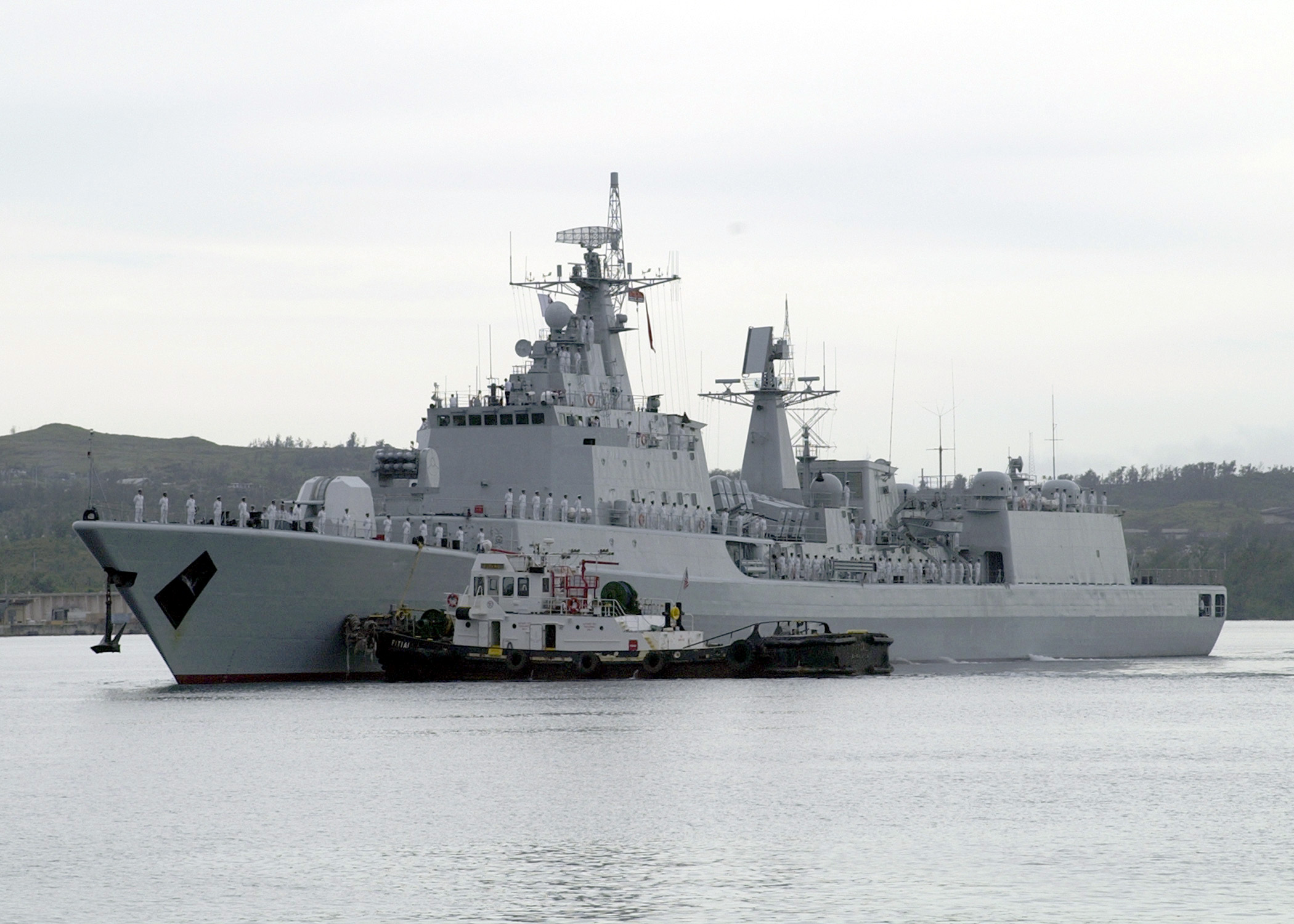
Der Lenkwaffenzerstörer Shenzhen (DDG 167) der VBA beim Besuch des US-Marinestützpunktes Arpra auf Guam am 25. Oktober 2003.

Derzeit sollen sich noch wenige Zerstörer vom Typ 051 (Luda-Klasse) im Dienst befinden, die bis 1991 gebaut wurden. Seitdem folgten zwei Schiffe vom Typ 052 (Luhu-Klasse), die Shenzhen (Luhai-Klasse), zwei vom Typ 052B (Luyang-I-Klasse), sechs vom Typ 052C (Luyang II), 25 vom Typ 052D (Luyang III) und acht vom Typ 055 (Renhai-Klasse).
Zwei von Russland erworbene Lenkwaffenzerstörer der Sowremenny-Klasse wurden 2004/05 in Dienst gestellt, zwei weitere mit noch einmal verbesserten Luftabwehr- und Marschflugkörpersystemen folgten 2006. 2005 wurde die Luzhou-Klasse (Typ 051C) in Dienst gestellt, von der derzeit zwei Schiffe im Einsatz sind. Dabei handelt es sich um einen Flugabwehr-Waffenträger, der Chinas Schwäche auf diesem Sektor ausgleichen soll. Sie sind mit der Marine-Variante des russischen SA-20 Gargoyle-Flugabwehrsystems und einem Tombstone-Radarsystem bestückt. In ähnliche Richtung deuten die Lenkwaffenzerstörer, wobei der Typ 052B (Luyang I) stark an das Sovremenny-Vorbild angelehnt ist und vor allem SA-17-Grizzly-Flugabwehrraketen trägt und Typ 052C (Luyang II), mit HHQ-9 ausgerüstet ist.
Die Fregatten-Flotte setzt sich aus Jiangwei- und Jiangkai-Baureihen zusammen. Sie sind seit 2008 ausgerüstet mit dem Flugabwehr-System HHQ-16, einer Weiterentwicklung der russischen Buk M1 (NATO-Code: SA-N-12 Grizzly). Im April 2019 wurde das erste Schiff der modernisierten Jiangkai-Baureihe in den Dienst gestellt.

#### Schnellboote
Bei dem möglicherweise erstmals 2005 in Dienst gestellten Raketen-Schnellboot des Typ 022 (Houbei-Klasse) handelt es sich um den weltweit ersten auf Kampfhandlungen ausgelegten Motorkatamaran. Die Bewaffnung besteht aus Seezielflugkörpern YJ-83 und einer AK-630-Flugabwehrkanone. Die Boote erreichen eine Geschwindigkeit von bis zu 38 Knoten. Weitere ältere Schnellboote, zum Teil mit Baujahr bis zurück in die 1960er Jahre sollen sich noch im Dienst befinden, jedoch ist der Status von deren Einsatzbereitschaft unklar. Von den Korvetten der Jiangdao-Klasse steht eine unbekannte Zahl im Einsatz, nachdem 2021 die Produktion mit dem 72. Schiff abgeschlossen, zugleich aber auch ältere Korvetten an die Küstenwache abgegeben wurden.
Die chinesische Marine verfügt über eine große Vielfalt von Seeminen. Das ONI geht von „robusten“ Kapazitäten für den Einsatz von Seeminen und 50.000 dieser Waffen im Arsenal aus. Die Flotte mit Minenabwehrfahrzeugen wurde seit dem Jahr 2005 mit den Typen Wozang und Wochi auf einen modernen Stand gebracht.

#### Unterstützer und Versorger
Ende 2008 wurde das Lazarettschiff Heping Fangzhou der Anwei-Klasse mit 10.000 Tonnen Verdrängung in Dienst gestellt. Es soll neben seiner militärischen Funktion auch über erhöhte Kapazitäten für humanitäre Operationen verfügen. Für schnelle Rettungseinsätze werden drei Trimarane der Dasan-Klasse (Typ 917) genutzt.
Die Aufklärungsschiffe der Dongdiao-Klasse sollen mit vier Einheiten im Dienst stehen. Unter dem Namen Yuang Wang werden vom US-Marinegeheimdienst mindestens vier Schiffe im Umfeld des Starts von Weltraumraketen identifiziert, zwei als Plattformen für die nötige Telemetrie, zwei als Arbeitsschiffe. Drei Schiffe mit der Bezeichnung Kanhai sollen zur Erforschung der Swath-Bauform dienen. Das einzige Schiff der Dagun-Klasse soll als Versorger fest dem Flugzeugträger Liaoning zugeordnet sein.
2002 hatte das erst Versorgungsschiff des neuen Typs 903 (Fuchi-Klasse) seinen Stapellauf. Dieses Modell ist insbesondere für die Versorgung in großer Entfernung vom Heimatland gedacht. 2006 war das erste Schiff der kleineren Danjao-Klasse fertiggestellt, das vermutlich vor allem im Südchinesischen Meer operieren und dort Inselstützpunkte versorgen soll. Im Januar 2013 wurde eine Tanker-Version des Typs 903 in Dienst gestellt, die Kriegsschiffe weit entfernt von chinesischen Häfen versorgen kann. Neun dieser Schiffe sollen heute in Betrieb sein.

### Seezielflugkörper
Die chinesische Marine verfügt über zahlreiche Typen von Seezielflugkörpern. Gegenüber zunehmend ausgephasten Importmodellen stellt inzwischen das Modell YJ-83 die Hauptbewaffnung dieser Art auf vielen Überwassereinheiten dar. Die Waffe kann aber auch von Flugzeugen und stationär sowie von LKW aus zur Küstenverteidigung eingesetzt werden. Auf Schiffen der Klassen Luyang I und II kommen Flugkörper vom Typ YJ-62 zum Einsatz, die mit mindestens 1200 Kilometern eine erheblich größere Reichweite haben. Das Modell Luyang III sowie moderne U-Boote setzen die YJ-18 ein, mit Fähigkeit zum Konturflug über dem Meer („sea skimming“) und gut 500 Kilometern Reichweite. Die YJ-12 verfügt über eine ähnliche Reichweite, wird aber vor allem zur Küsten- und Inselverteidigung von Land aus eingesetzt.
Eine andere Eigenentwicklung, eine YJ-1, beschädigte im Libanonkrieg 2006 eine israelische Korvette schwer.
Ballistische Raketen zum Einsatz gegen Schiffe befinden sich nicht im Arsenal der Marine, sondern in der strategischen Raketentruppe.

### U-Boote
Die U-Boot-Flotte stand lange im Brennpunkt der Marinemodernisierung und besteht inzwischen vollständig aus Booten moderner Bauart. Zehn dieselgetriebene U-Boote der Song-Klasse sollen derzeit im Dienst stehen. 2006 wurde die Produktion dieser Boote eingestellt. 2006 wurde das erste U-Boot der Yuan-Klasse in Dienst gestellt; inzwischen sollen 13 im Dienst sein. Ebenfalls 2006 begann die Auslieferung eines neuen Typs von Atom-U-Booten der Shang-Klasse, die die alte Han-Klasse (noch drei im Dienst) ersetzen wird. Die neueren Boote sollen Marschflugkörper YJ-82 und CH-SS-NX-13 abschießen können. Inzwischen sollen sechs Shang-Boote im Dienst sein.
Nachdem in den 1990er Jahren insgesamt vier U-Boote der russischen Kilo-Klasse erworben worden waren, erfolgte 2002 eine Nachbestellung acht weiterer Boote. Alle Einheiten sind bis Ende 2006 ausgeliefert worden. Die neueren Kilo-Boote sind mit SS-N-27 Sizzler ausgestattet. Insgesamt geht das US-Verteidigungsministerium für das Jahr 2021 von 44 dieselbetriebenen U-Booten im chinesischen Arsenal aus.
Die Jin-Klasse soll derzeit mit sechs Booten im Dienst sein. Es handelt sich um Atomwaffenträger mit zwölf JL-2 Submarine-launched ballistic missiles, die eine Reichweite von 7200 Kilometern erreichen. Sie dienen als Nachfolger der in der Praxiserprobung gescheiterten Xia-Klasse. Drei U-Boot-Rettungsschiffe (Dalao-Klasse), die das Klein-U-Boot LR-7 einsetzen können, gehören ebenfalls zum Arsenal der Marine.
Von 1981 bis 2006 hat die US-Marine durchschnittlich 2,4 Patrouillenfahrten chinesischer U-Boote pro Jahr registriert. Das US-Verteidigungsministerium geht davon aus, dass die chinesische U-Bootflotte von derzeit rund 60 Einheiten bis zum Ende der 2020er Jahre auf bis zu 70 anwachsen wird, darunter acht Atomwaffenträger, womit die Ersetzung der verbleibenden älteren Einheiten einhergehen soll.

### Landungsschiffe
Die chinesische Marine verfügt über rund 160 Landungsboote und 65 größere Landungsfahrzeuge. Westlichen Schätzungen zufolge kann diese Landungsflotte eine komplette Infanteriedivision auf Taiwan landen. Ende 2006 wurde das erste Groß-Landungsschiff vom Typ 071 (Yuzhao-Klasse) zu Wasser gelassen. Für das Jahr 2021 ging das US-Verteidigungsministeriums von acht einsatzfähigen Einheiten dieser Klasse aus. Schätzungsweise kann dieser Schiffstyp bis zu 20.000 Tonnen Fracht oder 800 Soldaten und 50 Panzerfahrzeuge transportieren. Zudem sollen auf und in ihm mindestens vier Hubschrauber und vier Luftkissen-Landungsboote untergebracht werden. 2017 wurde von einem im Bau befindlichen Typ 075 berichtet, den US-Quellen als Hubschrauber-Landungsdock bezeichnen. Dabei soll es sich um das größte bislang in China entwickelte Landungsfahrzeug mit einer Transportkapazität von bis zu 30 Hubschraubern handeln.

### Marineflieger
Die chinesischen Marineflieger verfügen britischen Schätzungen zufolge über 792 Kampfflugzeuge, darunter 346 Abfangjäger (vor allem Shenyang J-8 und Chengdu J-7), 296 Jagdbomber (vor allem Mikojan-Gurewitsch MiG-19/J-6 sowie 36 JH-7 und 24 Suchoi Su-30-MKK2) und strategische Bomber (Xian H-6). Dazu kommen Hubschrauber, Aufklärungs-, Transport- und Tankflugzeuge. Jeder der drei Flottenbezirke verfügt über zwei Jägerdivisionen der Marineflieger. Zu den modernsten Einheiten des Arsenals dürften die Modelle Chengdu J-10A, Shenyang J-11B sowie auf den Flugzeugträgern Shenyang J-15. Zudem existiert wohl eine noch kleine Anzahl von Marinevarianten des mittelschweren Transportflugzeugs Shaanxi Y-9.
Der Hubschraubertyp mit der breitesten Verwendung in der chinesischen Marine ist das Modell Z-9C mit rund 20 Maschinen, die Marinevariante des Z-9. Darüber hinaus werden vor allem Z-8 und Kamow Ka-28 (vermutlich 17 Stück) verwendet. Im Jahr 2009 wurden darüber hinaus neun Kamow Ka-31 von Russland erworben.
Die Verwendung von Drohnen steht offenbar noch am Anfang, allerdings wurden bereits Camcopter S-100 als Ausrüstung von Überwassereinheiten beobachtet.

### Ausrüstungsprojekte
Nach Einschätzung des US-Verteidigungsministeriums stand China 2020 kurz vor dem Baubeginn für die zweite Generation atomwaffentragender U-Boote, den Typ 096, der auch mit einer neuen Generation ballistischer Raketen bestückt werden soll. Mitte der 2020er Jahre wird der Baubeginn für einen neuen Typ eines nuklearen Jagd-U-Boots erwartet, das als Typ 093B oder Typ 095 bezeichnet wird und dessen Marschflugkörper gezielt auch zum Einsatz gegen Ziele an Land gedacht sein sollen. Ähnlich sollen auch die zukünftigen Fregatten der Renhai-Klasse Marschflugkörper gegen Landziele einsetzen können.
Der zweite selbst gebaute Flugzeugträger wird voraussichtlich im Jahr 2024 fertiggestellt.

## Internationale Operationen
Ebenso wie andere Staaten und Staatenbünde geht China seit Ende 2008 militärisch gegen die Piraterie vor der Küste Somalias vor. Dabei handelt es sich um die erste Kampfoperation der chinesischen Marine außerhalb der eigenen Küstengewässer seit dem 15. Jahrhundert. Beteiligt sind nach dem inzwischen dritten Austausch der teilnehmenden Schiffe die Fregatten Zhoushan und Xuzhou sowie das Versorgungsschiff Qiandaohu mit insgesamt rund 800 Mann Besatzung, darunter 70 Mann, die speziell für den Kampf gegen Piraten ausgebildet und ausgerüstet sind. Kommandeur des Verbands ist Konteradmiral Du Jingcheng. Der Verband soll in erster Linie dem Schutz chinesischer Schiffe sowie von Schiffen des UN-Welternährungsprogramms dienen und nur auf Anfrage die Einheiten anderer Staaten unterstützen. Er ist nicht in die „Task Force“ integriert, in der die meisten anderen Staaten gegen die Piraten vorgehen.
Die Somalia-Operation wird ebenso wie die zunehmende Anzahl von Besuchen in fremden Häfen, vermehrten Manövern mit anderen Marinen und einer aggressiveren Patrouillentätigkeit (beispielsweise ein Zwischenfall mit der Impeccable im Jahr 2009) als Zeichen dafür gesehen, dass die chinesische Regierung ihre Marine zunehmend als Akteur über weitere Entfernungen versteht.
Am 19. Oktober 2012 waren nach Angaben der amtlichen chinesischen Nachrichtenagentur Xinhua elf Schiffe, acht Flugzeuge und mehrere Hubschrauber während eines Manövers vor den Diaoyu-Inseln im Einsatz. Konkret handelte es sich dabei um die modernen Raketenzerstörer Shijiazhuang (Bugnummer 116, Type 051C Luzhou-Klasse), die Harbin (112, Type 052 Luhu-Klasse), die Fregatte Mianyang (528) (Jiangwei-Klasse) und die erst im Juni 2012 in Dienst gestellte Fregatte Jancheng (546) (Typ 054A, NATO-Codename: Jiangkai II) sowie das Nachschubschiff Hongzehu (881), und das U-Boot-Bergungsschiff Changxingdao (861). Hinzu kam ein neues U-Boot-Bergungsschiff mit der Nummer 864.
Seit 2012 begann die chinesische Marine auf freundschaftlicher Basis mit Hafenbesuchen im Mittelmeer und im Atlantik. Ziel dieser Besuche sind engere Beziehungen zu den von den Schiffen angelaufenen Staaten. Da Chinas strategische und wirtschaftliche Interessen in der Arktis, im Nord- und im Südatlantik zunehmen, wird ein Ausbau der chinesischen Marinepräsenz im atlantischen Raum langfristig für vorstellbar gehalten.
2014 beteiligte sich die Marine der Volksbefreiungsarmee erstmals an einem Manöver der US Navy, der Rimpac exercise.

## Küstenwache

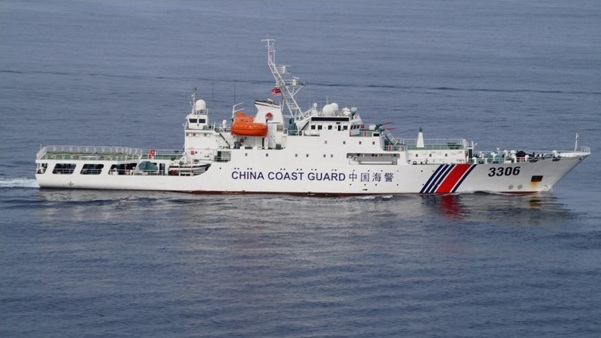
Schiff der Chinesischen Küstenwache bei der DiREx-15

Der 12. Nationale Volkskongress beschloss im März 2013 die Zusammenlegung von vier der fünf bestehenden Organisationen zur Rechtsdurchsetzung auf See zu einer neuen Chinesischen Küstenwache, die mit nicht oder nur leicht bewaffneten Booten und Schiffen ausgerüstet ist. Auch sie wurden in den zurückliegenden Jahren stark modernisiert.
Die Schaffung der Küstenwache hat die Marine von einem Teil ihrer bisherigen Patrouillenaufgaben entlastet, obwohl Einsätze der Küstenwache eng mit der Marine koordiniert werden. Bei den zahlreichen territorialen Konflikten zur See setzt China inzwischen verstärkt die Küstenwache ein, wohl um Eskalationsgefahren zu verringern. Im Jahr 2018 wurde die Küstenwache der Bewaffneten Volkspolizei unterstellt.
Die chinesische Küstenwache ist aktuell die mit Abstand größte Küstenwache der Welt. Die größeren neuen Schiffe verfügen in der Regel über ein Hubschrauberdeck, leistungsstarke Wasserwerfer und über Schiffsgeschütze mit 30 bis 76 mm Kaliber sowie Maschinengewehre. Einige von ihnen wie die Schiffe der Zhaotou-Klasse (mit über 10.000 Tonnen) können auch außerhalb chinesischer Gewässer operieren.

## Dokumentarfilme
- arte.tv: Chinas Aufstieg zur Seemacht (2021)
- arte.tv: Chinas Arktis-Feldzug[36]